# Skaar
Skaar è un personaggio dei fumetti creato da Greg Pak (testi) e John Romita Jr. (disegni), pubblicato dalla casa editrice statunitense Marvel Comics. La sua prima apparizione avviene in World War Hulk n. 5 (gennaio 2008).

## Descrizione e storia editoriale
Il personaggio ha un ruolo di protagonista nella serie Skaar: Son of Hulk, le cui pubblicazioni sono iniziate a partire da giugno 2008 con Greg Pak come sceneggiatore e Ron Garney come disegnatore.
Skaar è molto diverso da suo padre; si presenta feroce, sadico e non ha una vera e propria morale (infatti uccide chiunque lo ostacoli). Possiede sia i poteri della madre che quelli del padre, tuttavia non è in grado di sfruttarli al massimo per via della sua giovane età e dell'inesperienza. Come la madre e il fratello Hiro-Kala possiede l'Antico Potere (Old Power) che gli permette di assorbire l'energia di un pianeta per indurire il suo corpo o per controllare il suolo. Molto ambiguo il rapporto che Skaar instaura con Daken, il figlio di Wolverine; entrambi si detestano, ma entrambi hanno comunque molte cose in comune, come la feroce infanzia e la rivalità nei confronti dei loro genitori.

## Biografia del personaggio
Skaar è il figlio di Hulk nato dalla relazione con Caiera quando il Golia Verde si trovava sul pianeta Sakaar. La sua infanzia è tormentata dalla morte di sua madre e dal rancore nei confronti di suo padre Hulk. Allenatosi sul pianeta Sakaar insieme ai mostri che abitavano nel luogo, Skaar inizia a maturare, tanto che in un solo anno acquista un fisico adulto, oltre ad una portentosa intelligenza.

### Planet Skaar
Una continuazione di Planet Hulk e World War Hulk inizia da maggio 2009. Un prologo speciale a sé stante e Skaar: Son of Hulk n. 11 portarono all'inizio di Planet Skaar una saga con la quale si intende di portare Skaar direttamente nell'universo Marvel. Con il ritorno di Silver Savage (Silver Surfer) nel numero n. 7 gli eventi iniziarono a muoversi per forzare Skaar non solo all'esilio dal pianeta Sakaar ma anche per dirigerlo verso la Terra.

### Incredible Hulk
Con il numero n. 13 Skaar: Son of Hulk cambia sceneggiatore (Paul Jenkins sostituisce Greg Pak) e il titolo cambia in Son of Hulk poiché la serie si concentra sulle vicende di Hiro-Kala, un altro figlio di Hulk e Caiera.
Greg Pak diventa sceneggiatore della serie The Incredible Hulk (continua in seconda serie) a partire dal numero n. 601, nella quale Skaar arriva sulla Terra e fa squadra con un de-potenziato Bruce Banner, sostituendo Hulk.

### La caduta degli Hulk
Con gli eventi di Dark Reign Skaar si allea con suo padre, in attesa che torni ad essere in Hulk per poi finalmente vendicarsi. Insieme a Bruce cerca poi di salvare (con insuccesso) le otto persone più intelligenti del pianeta. Si scontra due volte con She Hulk Rossa. La prima nella base dei Vendicatori, ma il loro duello viene interrotto. La seconda nella base dell'Intellighenzia, venendo sconfitto, non potendo usare l'Antico Potere a causa di una speciale arma della gigantessa rossa.

### World War Hulks
Dopo il fallimento del piano di Banner (che consisteva nel salvare gli otto) Skaar combatte gli eroi hulkizzati, abbattendo persino Thor. In seguito, credendo che She Hulk Rossa volesse uccidere suo padre, si confronta un'ultima volta con lei, portandola sull'orlo della morte. Dopo che Banner assorbì una moltitudine di radiazioni nel tentativo di salvare le persone hulkizzate, Skaar può finalmente combattere Hulk. Dopo un feroce scontro Hulk batte suo figlio con una serie di pugni. Alla fine però si riappacificano.

## Altre versioni

### What If?
Nel What If? What if Caiera the Oldstrong had survived the destruction of Sakaar instead of the Hulk? (Cosa sarebbe successo se Caiera fosse sopravvissuta alla distruzione di Sakaar al posto di Hulk?), uno Skaar di 21 anni appare verso la fine, parzialmente visto perché oscurato dall'ombra.

## Altri media

### Televisione

#### Animazione
- La prima trasposizione animata di Skaar è nella serie Hulk e gli agenti S.M.A.S.H. facente parte del blocco Marvel Universe di Disney XD come uno dei protagonisti della serie, doppiato in originale da Benjiamin Diskin[12] e in italiano da Riccardo Scarafoni. Data la natura dello show non viene mai rappresentato come figlio di Hulk, bensì come un abitante di Sakaar che il Capo rese suo schiavo tramite il lavaggio del cervello quando conquistò quel mondo. Per tutta la prima stagione, Skaar agisce come agente infiltrato del Capo fra gli Agenti S.M.A.S.H., riuscendo però a liberarsi dal controllo mentale grazie ai suoi compagni.
- Skaar appare nella seconda parte dell'episodio "Scontro fra campioni" serie Ultimate Spider-Man come parte di una squadra assemblata dal Collezionista formato da lui, Spider-Man, Power Man e Vedova Nera contro il team di super-cattivi del Gran Maestro composto da Dottor Octopus, Uomo Assorbente e Zzzax.

#### Marvel Cinematic Universe
- Skaar appare nell'episodio finale di She-Hulk: Attorney at Law (2022), interpretato da Wil Deusner[13], introdotto dal padre Bruce Banner dopo il suo ritorno dal pianeta Sakar durante un barbecue in famiglia.

### Videogiochi
Skaar compare in:
- Marvel Avengers Academy
- LEGO Marvel's Avengers
- LEGO Marvel Super Heroes 2
- Marvel Realm of Champions

### Edizioni da collezione
Le serie in cui il personaggio è apparso sono state raccolte in singoli volumi:
- Skaar: Son of Hulk:
  - Skaar: Son of Hulk (contiene Skaar: Son of Hulk #1-6, Savage World of Skaar e Hulk Family, 200 pagine, hardcover, Aprile 2009, ISBN 0-7851-3667-3, softcover, Settembre 2009, ISBN 0-7851-2714-3)
  - Planet Skaar (contiene Skaar: Son of Hulk #7-12 e Planet Skaar Prologue, 192 pagine, hardcover, September 2009, ISBN 0-7851-3986-9, softcover, June 2010, ISBN 0-7851-2821-2)
- Incredible Hulk:
  - Volume 1: Son of Banner (contiene Incredible Hulk #601-605, 144 pagine, hardcover, March 2010, ISBN 0-7851-4251-7, softcover, June 2010, ISBN 0-7851-4413-7)
- War of Kings (include War of Kings: Savage World of Skaar, 432 pagine, hardcover, November 2009, ISBN 978-0-7851-4293-5)

| Controllo di autorità | LCCN (EN) no2018103137 |